# Nisekoi
Nisekoi (ニセコイ, lit. "Amor Falso") é uma série de mangá shōnen escrita e ilustrada por Naoshi Komi. Nisekoi foi publicado pela primeira vez como um mangá one-shot na revista sazonal Jump NEXT! da Shueisha antes de ser serializado na semanal Weekly Shōnen Jump. A partir de 26 de novembro de 2012, o mangá é publicado em Inglês na revista digital da Viz Media, Weekly Shonen Jump. Desde janeiro de 2016, a série foi compilada em 21 volumes tankōbon no Japão e também está sendo lançado em Inglês, em volumes digitais e impressos pela Viz Media. Posteriormente, o mangá inspirou uma nova série, intitulada Nisekoi: Urabana, escrita por Hajime Tanaka e publicado pela Shueisha. Dois volumes publicados, em 4 de junho e 28 de dezembro de 2013.
Em maio de 2013, foi anunciada uma adaptação em anime. Dirigida por Akiyuki Shinbo da Shaft, começou a ser exibida a partir de 11 janeiro de 2014. A Aniplex USA licenciou a série para a América do Norte. Daisuki, Crunchyroll, e Hulu transmitiram os episódios com legendas em inglês para o público dos Estados Unidos, Canadá, América do Sul e África do Sul. A segunda temporada intitulada Nisekoi: começou a ser transmitida em abril de 2015.

## Enredo
Nisekoi conta a história do estudante do ensino médio, Raku Ichijou, filho de um líder da facção yakuza Shuei-Gumi, e Chitoge Kirisaki, a filha de um chefe de uma gangue rival conhecida como Colmeia. Eles inesperadamente se encontram quando Chitoge pula de um muro e dá uma joelhada no rosto de Raku. Depois que ela foge, Raku percebe que perdeu o pingente que foi dado a ele por seu amor de infância, com quem fez uma promessa secreta. Depois de descobrir que Chitoge é uma aluna nova que foi transferida para sua classe, ele a obriga ajudá-lo a procurar pelo pingente. Durante a busca, eles começam a não gostar um do outro.
Ao voltar para casa, Raku descobre que as gangues Shuei-gumi e Colmeia concordaram em resolver a sua disputa juntando os filhos de seus líderes. Raku descobre que sua namorada vem a ser não outra senão Chitoge. Para os próximos três anos, eles devem fingir estar em um relacionamento para manter a paz entre as gangues. Esta acaba por ser uma tarefa bastante difícil, não só por causa do ódio de um pelo outro, mas também porque Raku tem uma queda por uma outra colega de escola, Kosaki Onodera, quem ele secretamente deseja ser a garota a qual tem a chave para o seu pingente. Vários acontecimentos complicam a situação, incluindo o guarda-costas super-protetor de Chitoge, uma assassina, uma menina que diz ser noiva de Raku e a existência de várias chaves.

## Personagens
Raku Ichijō (一条 楽, Ichijō Raku)
Dublador: Yoshitsugu Matsuoka (vomic), Kōki Uchiyama (CD drama, anime)
Raku é um estudante do ensino médio que deseja ter uma vida normal, porém ele é filho do líder da família Yakuza.[cap. 1] Quando ele começa um namoro falso com Chitoge Kirisaki, ele esconde seus sentimentos por sua verdadeira paixão, Kosaki Onodera.[cap. 4-5] Ele usa um medalhão que simboliza uma promessa de amor que fez a uma garota há dez anos, com esperanças de  encontrá-la e destravá-lo. Raku é bastante carinhoso e cuidadoso, mesmo com as pessoas que não gosta, como Chitoge e outros ao longo da série.[cap. 6,7] À medida que a história avança, ele se aproxima de Chitoge[cap. 48] e começa a descobrir seus verdadeiros sentimentos. Com base no mangá com 220 a frente, Raku teria de escolher quem das 4 meninas ficaria, Kosaki, Chitoge, Marika e Yui, ele possuindo o cadeado e as meninas as 4 chaves e uma destravaria o cadeado e Raku escolheu ficar com a Chitoge por causa de seu cabelo comprido. Contudo, num diálogo entre ele e Kosaki, ele depois confessou a ela que gosta dela, assim como ela própria que confessou a ele e fazem uma promessa para poder se reencontrarem e poder se casar, Chitoge também descobre do encontro entre Raku e Kosaki. As 5 crianças fazem uma promessa para que Raku e Kosaki fossem felizes juntos e Chitoge entrega sua chave a Kosaki. No 225, Kosaki confessa para Raku, mas esta já sabia que Raku também gostava da Chitoge e entrega sua chave, que destravaria o cadeado de Raku. Depois de destravar o cadeado, ele vê duas alianças no cadeado e também dois nomes Raku e Kosaki, mas Raku decidiu ficar com Chitoge e mesmo com o passar do tempo chegou a se casar com ela. Ele se torna o Nidaime da Yakuza, no lugar de seu pai.
Chitoge Kirisaki (桐崎 千棘, Kirisaki Chitoge)
Dubladora: Haruka Tomatsu (vomic), Nao Toyama (CD drama, anime)
Chitoge é uma estudante que foi transferida da América para o Japão e é filha do líder da gangue Colmeia. Ela não gosta de Raku, que sempre a chama de mulher macaca, mas finge estar o namorando, para evitar uma guerra entre seus familiares.[cap. 1-2] Há dez anos, Chitoge fez uma promessa a um garoto, mas não percebe que poderia ser Raku, até encontrar uma chave que talvez abra seu medalhão. Esta obtinha uma das chaves, mas quebra ao abrir o cadeado.[cap. 21] Ela lembrava que um dos meninos tinha uma cicatriz na cabeça, aparentemente o Raku. Ela começa a gostar de Raku e, consequentemente, a ter ciúmes das garotas próximas a ele.[cap. 35] Quando ela percebe que está realmente apaixonada por ele, começa a ser uma pessoa melhor e muda suas atitudes.[cap. 49,51] Ela possui um laço na cabeça, como orelhas de coelho, que ela tinha recebido de sua mãe e manteve este laço desde então. Embora sua mãe fosse responsável pela família e manter uma personalidade um pouco neutra, ainda ama sua filha. Com base no mangá com 220 a frente, Chitoge começa a recuperar parte dos fragmentos de suas memórias e lembra da infância em que Raku teria de escolher quem das 4 meninas ficaria, Kosaki, Chitoge, Marika e Yui, ele possuindo o cadeado e as meninas as 4 chaves e uma destravaria o cadeado e Raku escolheu ficar com a Chitoge por causa de seu cabelo comprido. Contudo, num diálogo entre ele e Kosaki, ele depois confessou a ela que gosta dela, assim como ela própria que confessou a ele e fazem uma promessa para poder se reencontrarem e poder se casar, Chitoge também descobre do encontro entre Raku e Kosaki. As 5 crianças fazem uma promessa para que Raku e Kosaki fossem felizes juntos e Chitoge entrega sua chave a Kosaki. Sabendo que iria fazer Raku infeliz ficando entre Raku e Kosaki, resolve desaparecer achando que fosse a solução sensata. Encorajada por Marika, ela decide se confessar a Raku no 226. Raku depois aceita os sentimentos de Chitoge e depois formam um casal de verdade e não de mentira. Mesmo com o tempo estes depois planejaram se casar.
Kosaki Onodera (小野寺 小咲, Onodera Kosaki)
Dubladora: Hisako Kanemoto (vomic), Kana Hanazawa (CD drama, anime)
Kosaki é uma colega de Raku, por quem ele é apaixonado. Ela tem uma chave capaz de destravar o medalhão de Raku que recebeu da Chitoge, na infância, embora negue isso e fique extremamente tímida quando perguntada sobre o assunto.[cap. 4,5] Sua família tem uma loja de doces, porém Kosaki não sabe cozinhar.[cap. 7,19] Esta teve todas as chances de se declarar para Raku, mas as vezes travava quando fosse chegar a hora, mesmo com o apoio da Ruri, não conseguia forças para fazer tal ato. Mesmo quando ela via Raku e Chitoge, embora estes tenham dito que o namoro deles era de mentira, não era assim que ela via, mesmo sabendo que ambos são um casal de mentira, percebia que Chitoge tinha sentimentos pelo Raku, embora este não levasse conta. No 220 Kosaki consegue recuperar partes das memórias que tinha e lembra dos dias de infância da reunião das crianças Raku, Kosaki, Chitoge, Marika e Yui. As outras 4 meninas recebem as chaves e Raku o cadeado e Raku, como se fosse de brincadeira escolhe a Chitoge pelo fato de ter um cabelo longo, mas a escolha de Raku era a Kosaki, que depois estes fazem a promessa um para o outro. Depois de se lembrar da promessa que fizera a ambos, ela resolve se reunir com Raku e também se confessar a ele, mas como ela descobre que ele gostava da Chitoge, pede para se reunir com ela e entrega a chave, que destravaria o cadeado que Raku carregava. Com passar do tempo ela conseguiu ser feliz sem ficar com o Raku, como também fica responsável pela doceria Onodera.
Shū Maiko (舞子 集, Maiko Shū)
Dublador: Kōji Fujiyoshi (vomic), Yūki Kaji (CD drama, anime)
Shū é o melhor amigo de Raku. Ele é bastante engraçado e gosta de fazer os outros rirem. Por ser próximo de Raku, logo percebe que ele não estava namorando com Chitoge, pois Raku e Kosaki tem uma paixão secreta um pelo outro,[cap. 8-9] além de perceber que Tsugumi gosta de Raku.[cap. 20] Alguns capítulos a frente, Shū nutria sentimentos a Profª Kyoko, que viajaria para se casar com outra pessoa, como não seria correspondido, ele acaba ficando com a Ruri.
Claude (クロード, Kurōdo)
Dublador: Takehito Koyasu (CD drama, anime)
Claude, um dos líderes da gangue Colmeia, é um dos poucos personagens que suspeita que a relação entre Raku e Chitoge é falsa.[cap. 2] Ele sempre segue Chitoge para se certificar de que Raku não está se aproveitando dela.[cap. 3,5] Chitoge diz que quando era pequena, não conseguia fazer amigos por causa de sua superproteção. Claude também teve um último confronto com Tsugumi até depois ela se revelar que é mulher. Ele depois assume o cargo do pai de Chitoge e este também tem uma conversa amigável com o Nidaime (Raku), mas este ainda o implicava.
Ruri Miyamoto (宮本 るり, Miyamoto Ruri)
Dubladora: Yumi Uchiyama (CD drama, anime)
Ruri é o melhor amiga de Kosaki. Ela sempre fala o que está pensando e tenta ajudar Kosaki a se aproximar de Raku.[cap. 8] Ela também batia ou castigava o Shū, mas esta depois descobre que gostava dele.
Seishirō Tsugumi (鶫 誠士郎, Tsugumi Seishirō)
Dublador: Mikako Komatsu (CD drama, anime)
Tsugumi se transfere para a classe de Chitoge e tem ordens de protegê-la de Raku, pois pensa que ele está a forçando a namorá-lo.[cap. 15] Ela e Chitoge são amigas de infância, sendo que, quando pequenas, Tsugumi disse que se tornaria forte para protegê-la.[cap. 16] Depois de Raku a tratar bem, ela começa a gostar dele, embora seja bastante teimosa e tímida para admitir isso.[cap. 18,20,40] Raku a considera uma boa amiga e sempre pede conselhos amorosos a ela. [cap. 68,79,80,83]. Depois dela confessar a Claude que é menina, ela depois passa a ficar com Chitoge e também passa a aceitar sua feminilidade, se tornando mais feminina.
Marika Tachibana (橘 万里花, Tachibana Marika)
Dubladora: Kana Asumi (anime)
Marika se transfere para a classe de Raku e se apresenta como sua noiva; ela possui uma chave que pode destravar o medalhão de Raku e sempre expressa seu amor pelo garoto. Ela é filha de um policial e foi apaixonada por Raku nos últimos dez anos.[cap. 33] Ela não se dá bem com Chitoge e afirma que não gosta de garotas com cabelos longos, apesar dela também ter seu cabelo dessa forma, apenas as franjas da frente.[cap. 34] Há dez anos, Raku sempre a visitava e levava presentes a ela, o que resultou em uma grande amizade. Como Raku dizia que gostava de garotas femininas e com cabelos longos, ela deixou seu cabelo crescer e tentou aprender a falar de maneira educada e feminina, embora volte ao seu verdadeiro sotaque quando perturbada.[cap. 35-36]Mas, o amor que antes tinha, não era mútuo, que ela possuía. Ela depois se reúne com Chitoge e descobre que Raku gostava dela e de Kosaki com base na promessa das 4 meninas e encoraja Chitoge para poder se reunir com Raku para poder se declarar a ele. Ela depois resolve encontra outros pretendentes com base no Raku. Também possui uma saúde muito frágil.
Paula McCoy (パウラ・マケコイ, Pōra Makkoi)
Paula é uma membro da gangue Colmeia que tem treinado nos Estados Unidos.[cap. 54] Ela é uma colega de Tsugumi e a considera sua rival, pois sempre perdia para ela em muitas missões. Ela fica chateada com Tsugumi por se tornar melosa depois que chegou ao Japão.[cap. 54] Quando ela desafia Tsugumi em um jogo no qual o objetivo é roubar um beijo de Raku,[cap. 54] a garota acaba perdendo, mas Paula acaba desistindo de a trazer de volta para os Estados Unidos.[cap. 54,55] Mais tarde, ela volta para o Japão como uma estudante da escola de Tsugumi.[cap. 75] Depois de perceber que Tsugumi está apaixonada por Raku, ela começa a criar situações românticas entre os dois.[cap. 79,80] Elas se tornam amigas depois de Paula conversar com Haru Onodera.[cap. 81,82] Como Tsugumi era conhecida como Tigre Negro, esta possui um lado que assusta a Paula.
Haru Onodera (小野寺 春, Onodera Haru)
Haru é a irmã mais nova de Kosaki.[cap. 75,76] No caminho a escola, ela é salva de delinquentes por um príncipe misterioso (que, na verdade, é Raku)[cap. 75] e acaba com seu medalhão.[cap. 76] A sua primeira impressão de Raku é negativa, pois acredita que ele está tentando enganar sua irmã e que não passa de um mulherengo.[cap. 75,76] Ela se recusa a devolver o medalhão até que Raku a convence que é um ajudante do príncipe que a salvou.[cap. 78] Diferente da sua irmã, é uma boa cozinheira.[cap. 77] Mais tarde, Haru se apaixona por Raku, mas não quer ficar no caminho de sua irmã e decide apoiá-la.[cap. 109]
Yui Kanakura (奏倉 羽, Kanakura Yui)
Yui é uma amiga de infância de Raku.[cap. 118] Ela voltou ao Japão depois de passar vários anos em uma país estrangeiro. Ela também conhece Chitoge, Kosaki e Marika, e, como elas, tem uma chave que pode abrir o medalhão de Raku.[cap. 119,120] Pouco tempo depois de chegar no Japão, ela se torna professora da turma, substituindo Kyoko que se aposentou por causa do seu casamento e, mais tarde, vai morar com Raku.[cap. 119]Contudo, não pode abrir o cadeado de Raku.

## Mídia

### Mangá
Nisekoi é escrito e ilustrado por Naoshi Komi e começou como um mangá one-shot, que foi publicado na revista Jump NEXT! da Shueisha em 8 de janeiro de 2011, antes de ser publicado na Weekly Shōnen Jump em 7 de novembro de 2011. Em dezembro de 2011, a Shueisha publicou online o primeiro capítulo em inglês. Uma história de quadrinhos em voz (vomic) também foi produzida e seu primeiro episódio foi lançado em 1 de junho de 2012. O mangá foi licenciado em inglês pela Viz Media e publicado em sua revista digital, Weekly Shonen Jump, a partir de 26 de novembro de 2012, sob o nome de Nisekoi: False Love.
Os capítulos de Nisekoi foram compilados em 19 volumes tankōbon, que foram impressos pela Jump Comics da Shueisha entre 2 de maio de 2012 e 2 de maio de 2014. O nono volume foi lançado simultaneamente com uma edição especial, contendo um CD drama, em 1 de novembro de 2013. Desde 26 de novembro de 2012, a Viz Media libera volumes em inglês digitalmente.

### Light novel
Uma light novel de dois volumes, intitulada Nisekoi: Urabana, foi publicada pela Shueisha e impressa pela Jump j-Books. A série foi escrita por Hajime Tanaka e ilustrada por Naoshi Komi. O primeiro volume foi lançado em 4 de junho e o segundo, em 28 de dezembro de 2013.

### Anime
Uma adaptação em anime de 20 episódios foi produzida pela Shaft e dirigida por Akiyuki Shinbo, indo ao ar entre 11 de janeiro e 24 de maio de 2014. O primeiro tema de abertura é "Click" por ClariS e o segundo, "Step", das mesmas cantoras. O primeiro tema de encerramento é "Heart Pattern" por Nao Tōyama, o segundo é "Recover Decoration" (リカバーデコレーション) por Kana Hanazawa, o terceiro é "Trick Box" por Mikako Komatsu, o quarto é "Nice Love" por Kana Asumi e o quinto é "Souzou Diary" (想像ダイアリー) por Nao Tōyama, Kana Hanazawa, Mikako Komatsu e Kana Asumi.
Uma OVA foi lançada no inverno de 2014 junto com o 14º volume tankōbon do mangá.
Uma segunda temporada foi ao ar em 10 de abril de 2015.
Nos países lusófonos Nisekoi foi transmitido simultaneamente pela Crunchyroll.

### Jogo
Chitoge Kirisaki apareceu no jogo J-Stars Victory Vs. Em maio de 2014, um jogo produzido pela Konami foi anunciado para PlayStation Vita.